# Amtmanns Magd
Amtmanns Magd ist ein Roman (Familienroman, Liebesroman), den E. Marlitt 1881 in der Familienwochenschrift Die Gartenlaube veröffentlicht hat (Hefte 1–13). Die erste Buchausgabe folgte im selben Jahr im Verlag des ehemaligen, 1878 verstorbenen Herausgebers der Gartenlaube, Ernst Keil. Die frühen Buchausgaben enthalten Illustrationen von Oskar Theuer.
Der Roman erzählt die Geschichte des Gutsbesitzers Markus, in dem die Begegnung mit der vermeintlichen Magd einer verarmten Beamtenfamilie einen Sturm widersprüchlicher und komplizierter Gefühle auslöst. Erst spät im Handlungsverlauf entdeckt er, wer die geheimnisvolle junge Frau tatsächlich ist.

## Handlung

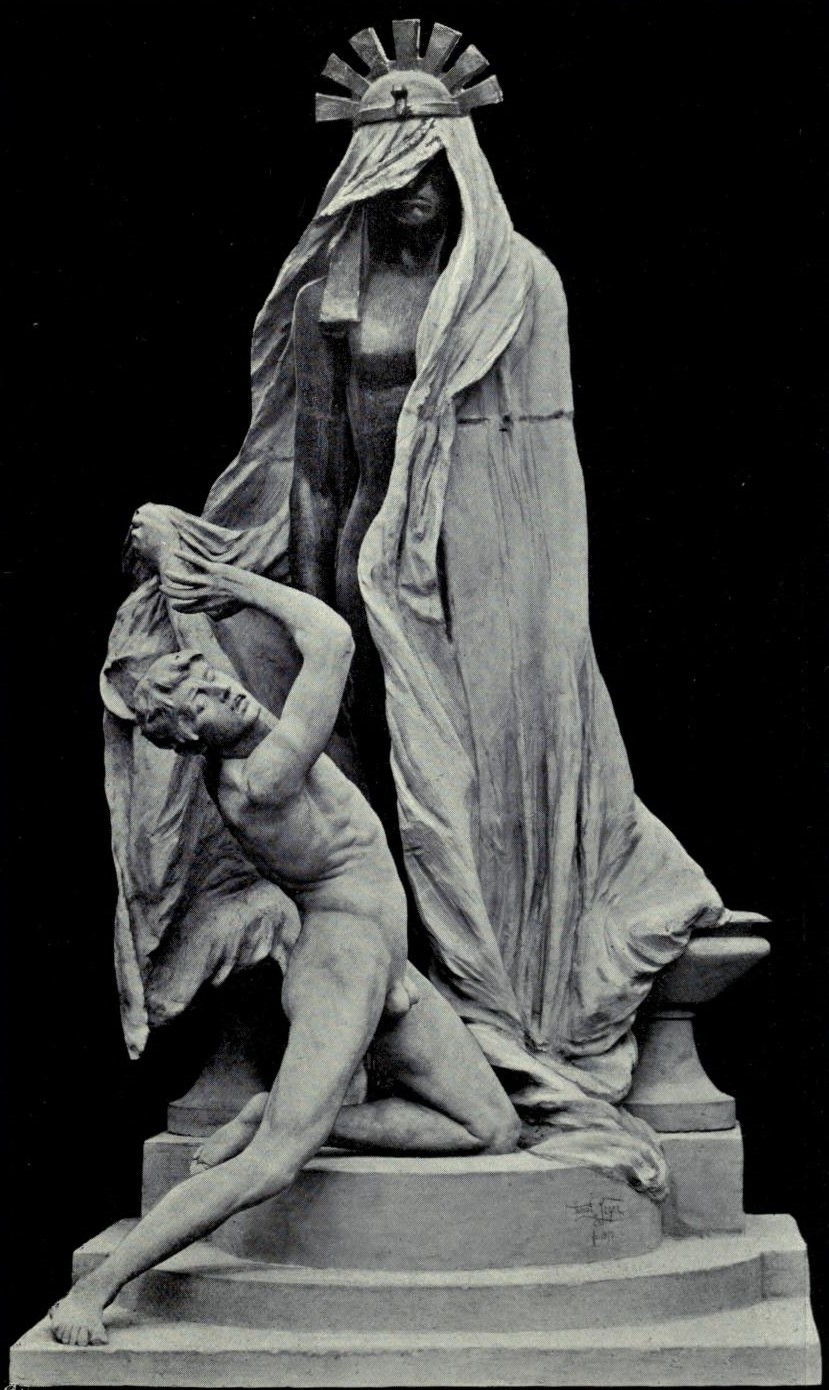
Im 17. Kapitel wird die stets unter einem weißen Kopftuch verborgene Magd mit dem verschleierten Bild zu Sais verglichen.

Ort der Handlung ist ein Gutshof im Hirschwinkel, ein fiktiver Ort im Thüringer Wald, die Zeit die Gegenwart der Autorin, also die 1860er Jahre.
Kapitel 1–3. Die alte Oberforstmeisterin Klotilde ist tot. Erbe des Gutshofs ist ihr Neffe, Herr Markus, Besitzer einer Berliner Maschinenfabrik. Als er anreist, ist die erste Person, die ihm im Hirschwinkel begegnet, Amtmanns Magd, eine unter einem großen weißen Kopftuch verborgene, anziehende, aber äußerst abweisende junge Frau, die sofort mit ihm in Streit gerät. Amtmann Franz und seine Frau Sannchen haben als Pächter auf Gelsungen, einer fürstlichen Domäne, einmal bessere Tage gesehen, sind nun aber alt und gebrechlich. Da Sannchen ihre Jugendfreundin war, hatte die Oberforstmeisterin ihr und ihrem Mann das Vorwerk zur Bewirtschaftung überlassen, obwohl das Paar die Pacht schon lange nicht mehr aufbringen kann. Amtmanns haben einen einzigen Sohn, Otto, der jedoch nach Kalifornien gegangen ist, um im Goldrausch sein Glück zu machen. Ebenfalls im Vorwerk lebt eine Nichte der Amtmanns, Agnes Franz, die zur Gouvernante ausgebildet ist. Agnes bleibt während des Handlungsverlaufes seltsam unsichtbar. Ausgerechnet sie soll nach dem Willen der Oberforstmeisterin aber das Vorwerk erben.
Kapitel 4–5. Markus kehrt auf seinem neuen Besitz ein, dem eigentlichen Gutshof. Das Gut wird von Pächtern bewirtschaftet: Peter Griebel und seiner Frau Jettchen, die auch eine 16-jährige Tochter Luise haben. In den folgenden Tagen begegnet Markus zufällig immer wieder Amtmanns Magd, immer kommt es zum Streit. Die Magd ist für eine junge Frau ihres Standes merkwürdig kultiviert. Als Markus sie über die Erbin des Vorwerks, die Agnes Franz, befragt, gibt sie zu erkennen, dass sie mit dieser auf sehr vertrautem Fuße stehe. Das fordert Markus zu weiteren Angriffen heraus, denn von gelehrten Frauen hält er überhaupt nichts. So sehr die Magd ihn einerseits immer wieder in Rage bringt, so eifersüchtig ist Markus andererseits, als er entdeckt, dass sie mit dem jungen Förster, Fritz Weber, freundschaftlich verkehrt.
Kapitel 6–9. Im Hirschwinkel taucht ein Landstreicher auf. Markus und Frau Griebel verköstigen ihn; später begegnet er auch der Magd, die ihn zu erkennen scheint. Markus schenkt dem aber keine Beachtung. Da Amtmanns Probleme mit dem Bau einer neuen Eisenbahnstrecke haben, durch die ihr baufälliges Wohnhaus gefährdet ist, beginnt Markus, den alten Leuten selbstlos zu helfen. Er verspricht ihnen ein neues Haus und will sie während der Bauarbeiten sogar im Gutshaus unterbringen.
Kapitel 10–16. Mit der Magd aber hat er immer neue Auseinandersetzungen. Ein neuer Anlass dafür ist, dass die Magd sich jetzt oft im Wohnhaus des Försters aufhält. Im Verlaufe einer dieser Auseinandersetzungen versucht Markus der Magd, die gerade im Garten gearbeitet hat, eine Sichel zu entreißen, wobei er sich tief in die Hand schneidet. Dass sie die Wunde mit medizinischer Expertise versorgt, verwirrt ihn weiter, flößt ihm aber auch Vertrauen ein. Nach und nach weichen seine ambivalenten Gefühle einer eindeutigen Zuneigung.

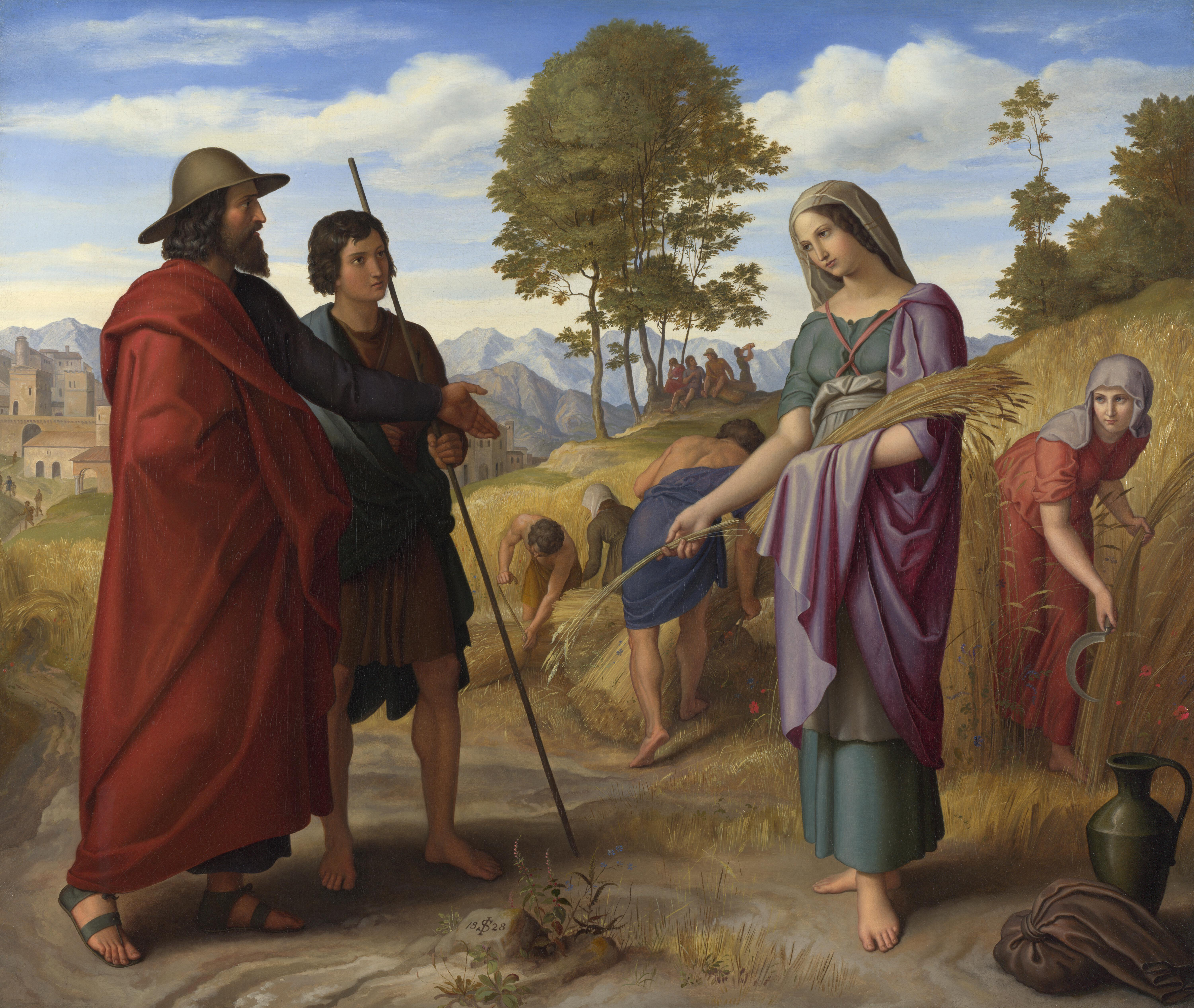
In Kapitel 19 wird die Magd auch mit der biblischen Ruth verglichen.

Kapitel 17–20. Schließlich entdeckt Markus, dass die Magd und die stets verborgene Agnes Franz ein und dieselbe Person sind. Amtmann Franz hatte ihn in seiner törichten Verkennung der Wahrheit bestärkt, weil er sich geschämt hat, dass die gut ausgebildete Nichte wie eine Magd arbeiten muss. Das Forsthaus sucht Agnes darum immer wieder auf, weil sie hier den kranken Landstreicher pflegt, der tatsächlich kein anderer ist als Otto Franz, der Sohn der Amtmanns. Otto hat in Kalifornien kein Gold gefunden und soll, damit die Eltern sich über ihn nicht zu sehr beunruhigen, vor seiner Heimkehr ins Elternhaus erst noch aufgepäppelt werden. Als Agnes erfährt, dass sie das Vorwerk erben soll, tritt sie zugunsten von Otto zurück. Sie und Markus werden ein Paar. Auch Otto und Luise werden ein Paar.

## Form
Amtmanns Magd ist das einzige von Marlitts Prosawerken, das konsequent aus der Perspektive der männlichen Hauptfigur erzählt wird. Markus verheddert sich in seinen eigenen Vorurteilen und erkennt erst sehr spät die wahre Identität der weiblichen Hauptfigur. Neben Das Haideprinzeßchen ist der Roman insofern das zweite Werk, in dem Marlitt unzuverlässiges Erzählen probiert hat.

## Ausgaben (Auswahl)
- Amtmanns Magd. Ernst Keil, Leipzig 1881.
- Amtmanns Magd. Weichert, Berlin 1920.
- Amtmanns Magd. Eduard Kaiser Verlag, Klagenfurt 1957.
- Amtmanns Magd. Deutscher Literatur-Verlag, Hamburg 1987, ISBN 3-87152-241-4.
- Amtmanns Magd. Kelter, Hamburg 1993, ISBN 3-87152-241-4.
- Amtmanns Magd. Hofenberg, Berlin 2015, ISBN 3-8430-3186-X.
- Amtmanns Magd. epubli, Berlin 2019, ISBN 3-87152-241-4.

In anderen Sprachen:
- The bailiff's maid. Donohue, Henneberry & Co., Chicago 1881 (englisch).
- Správcova služka. Nákl. Aloisa Hynka, V Praze (tschechisch).